# Cazalla de la Sierra
Cazalla de la Sierra er en by og kommune i det sydlige Spanien i provinsen Sevilla. Den har et indbyggertal på 4.629 (2024) indbyggere.